# Wladimir Fjodorowitsch Adlerberg

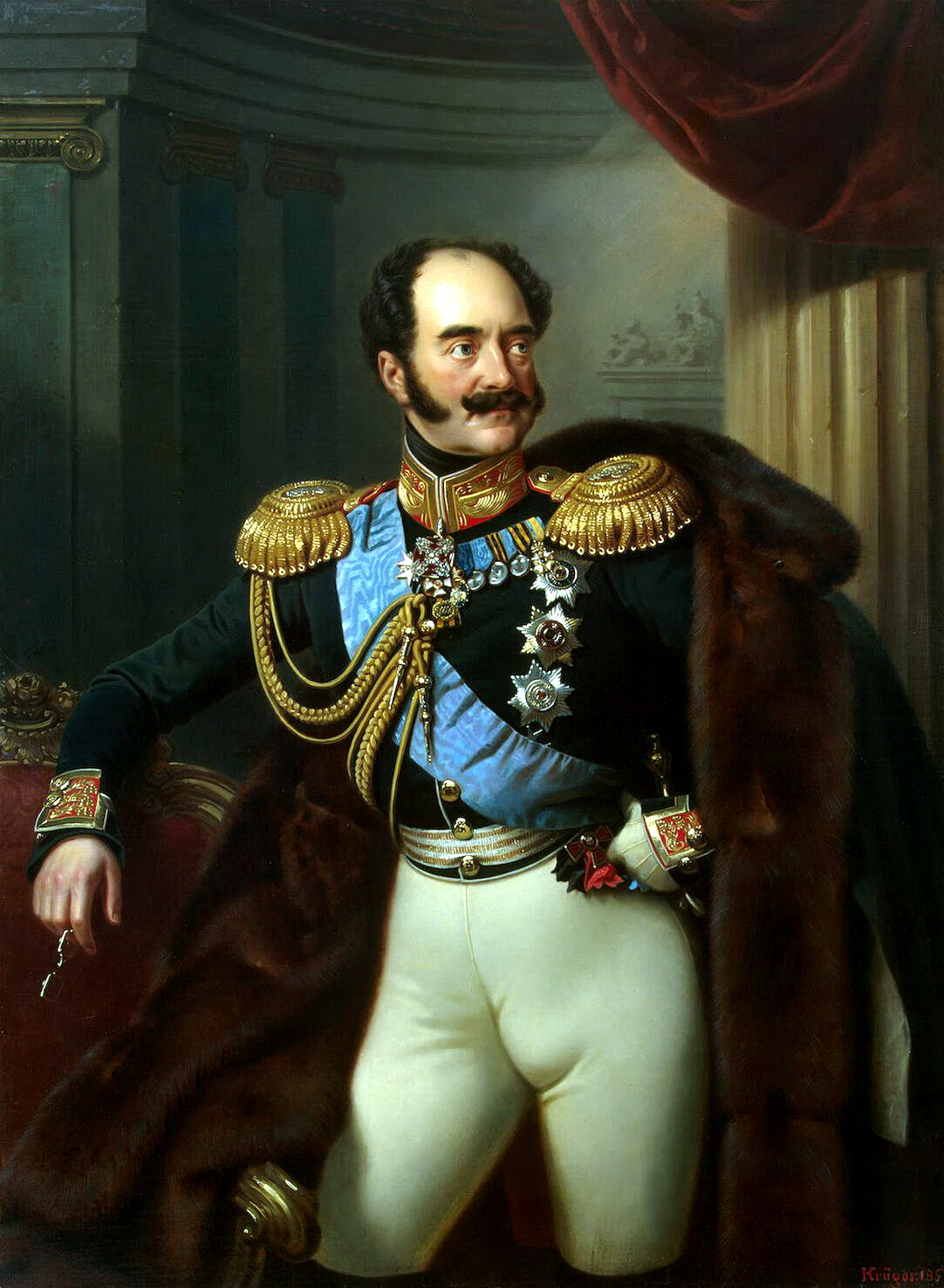
Franz Krüger, Wladimir Fjodorowitsch Adlerberg, 1851

Graf Wladimir Fjodorowitsch Adlerberg (ursprünglich: Eduard Ferdinand Woldemar Adlerberg; russisch Владимир Фёдорович Адлерберг; * 10. Novemberjul. / 21. November 1791greg. in Wiborg; † 8. Märzjul. / 20. März 1884greg. in St. Petersburg) war ein General der Infanterie der russischen Armee und russischer Minister.

## Leben

### Familie
Geboren wurde er als Sohn des Obersten Friedrich von Adlerberg (1738–1794) und der Juliana von Adlerberg (1760–1839). Seine ursprünglich schwedische Familie wurde 1684 unter dem Namen Adlerberg in den Adelsstand erhoben. Aus der Ehe mit Marie Nelidow (1797–1870) sind sechs Kinder hervorgegangen, die Söhne Alexander (1818–1888) und Nikolaus (1819–1892) wurden ebenfalls Generale der Infanterie, Wassili (1827–1907) Generalmajor.
Die Hofdame und Prinzenerzieherin Juliane Sophie von Baranoff war seine jüngere Schwester.

### Werdegang
1811 trat er als Offizier in das litauische Garde-Infanterieregiment ein und machte die Feldzüge 1812 und 1814 mit. 1817 wurde er Adjutant und Vertrauter des Großfürsten Nikolaus, welchem er während des Dekabristen-Aufstandes am 14. Dezember 1825 zur Seite stand und in dessen Gefolge er 1828 als Generalmajor an dem türkischen Feldzug teilnahm.

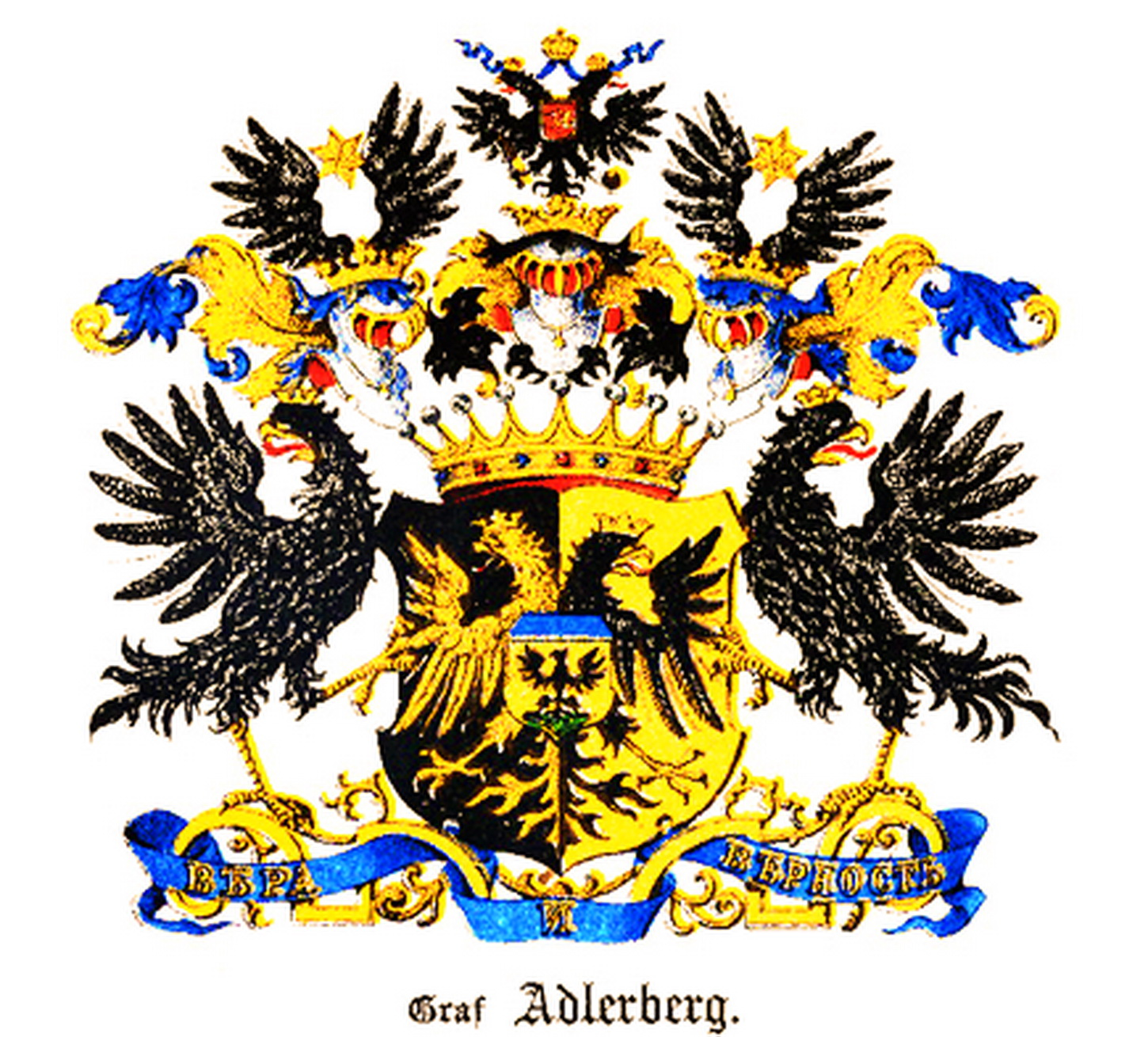
Wappen, 1847 an Adlerberg zum Grafenstand verliehen

1833 wurde er Generalleutnant und zwischen 1842 und 1857 Generaldirektor des Postwesens. Als solcher führte er die ersten russischen Briefmarken ein. 1843 beförderte man ihn zum General der Infanterie, 1847 wurde er in den Grafenstand erhoben und 1852 Minister des kaiserlichen Hauses und Ordenskanzler. Er war Mitglied des Reichsrates und Ehrenmitglied der Akademie der Wissenschaften.
Mit den autokratischen Grundsätzen seines Herrn hatte er sich völlig identifiziert. Weniger ein Werkzeug seiner politischen Pläne, war Adlerberg vielmehr ein persönlicher Diener des Kaisers und wurde vorzugsweise in wichtigen Privatangelegenheiten verwendet. Schließlich wurde er auch sein Testamentsvollstrecker. Er behielt auch unter Zar Alexander II. seinen nicht unbedeutenden persönlichen Einfluss, wenngleich er die liberalen Reformen des neuen Kaisers keineswegs förderte. 1870 nahm er wegen seines hohen Alters seinen Abschied, nachdem er schon 1857 die Leitung des Postwesens niedergelegt hatte.
Adlerberg war Ritter des St.-Wladimir-Ordens I. Klasse (1846) des St.-Andreas-Ordens (1849), des Schwarzer Adlerordens (1851) und Kommandeur des Schwertordens.